# Nördlich Oberlöstern
Nördlich Oberlöstern este o arie protejată (arie de protecție specială avifaunistică — SPA) din Germania întinsă pe o suprafață de 935 ha, integral pe uscat.

## Localizare
Centrul sitului Nördlich Oberlöstern este situat la coordonatele 49°35′27″N 6°57′22″E / 49.5908°N 6.9561°E.

## Înființare
Situl Nördlich Oberlöstern a fost declarat arie de protecție specială avifaunistică în septembrie 2006 pentru a proteja 2 specii de animale.

## Biodiversitate
Situată în ecoregiunea continentală, aria protejată nu include niciun habitat protejat.
La baza desemnării sitului se află mai multe specii protejate de  păsări (2): cocoșul de mesteacăn (Bonasa bonasia), barză neagră (Ciconia nigra).